# Ancheon-myeon
Ancheon-myeon (koreanska: 안천면) är en socken i Sydkorea. Den ligger i kommunen Jinan-gun i  provinsen Norra Jeolla, i den centrala delen av landet, 190 km söder om huvudstaden Seoul.